# Luigi Novarini
Luigi Novarini, C.R. (Verona, 1594 – Verona, 14 gennaio 1650), è stato un presbitero, biblista ed erudito italiano.
Amico e continuatore dei confratelli, Antonio Agelli, Michele Ghisleri e Vincenzo Giliberti, fu autore di un gran numero di lavori eruditi. Le sue opere formano 20 volumi in folio, senza contare gli inediti. Novarini si segnalò soprattutto come filologo, orientalista ed esegeta biblico.

## Opere
- (LA)  Electa sacra, 5 voll. in f., il 2°, Umbra virginea, letto e ammirato da S. Alfonso Maria de' Liguori;
- (LA) Schediasmata sacro-profana, Lugduni, sumptibus Laurentii Durand, 1635.
- (LA)  Omnium scientiarum anima hoc est axiomata phisiotheologica, 3 in f.;
- (LA) Variorum opusculorum, vol. 1, Veronae, typis Bartholomaei Merli, 1645.
- (LA) Variorum opusculorum, vol. 2, Veronae, typis Rubeanis, 1647.
- (LA) Variorum opusculorum, vol. 3, Veronae, typis Rubeanis, 1649.

Luigi Novarini fu inoltre autore di commentari sulla Bibbia, opuscoli ascetici in lingua italiana, in tutto 80 titoli numerati dallo stesso autore. Aveva disegnato il piano, e forse iniziata la stesura, di una vasta enciclopedia scientifica. L'idea fu ripresa e realizzata dal suo confratello Giovanni Bonifacio Bagatta, che intitolò l'enorme raccolta Admiranda orbis christiani, 2 in f., Venetiis, 1680.